# Bibliographie sur la ville de Lorient
Cette bibliographie sur la ville de Lorient, non exhaustive, propose une liste d'ouvrages et d'articles en français classés par thème et, à l'intérieur de chaque thème, du plus ancien au plus récent.

## Présentation générale
- Patricia Drénou, Catherine Guyon et Jean-François Noblet, De la maison commune à l'hôtel de ville : l'hôtel de ville de A à Z, Ville de Lorient (Archives municipales), septembre 2004, 32 p. (ISBN 2-9507474-3-4, lire en ligne)
- Lorient : guide découverte, Direction de la communication - Ville de Lorient, septembre 2011, 72 p. (lire en ligne)
- Nathalie Defrade et Janick Duval, Raconte-moi Lorient : Villes et Pays d’art et d’histoire - Lecture de la ville, Animation de l’architecture et du patrimoine - Ville de Lorient, 14 p. (présentation en ligne, lire en ligne)
- Yann Lukas, Lorient, Bretagne Sud, Paris, Héliopoles, coll. « Les guides s'installer à », mai 2014, 1re éd., 154 p. (ISBN 2-9507474-3-4)

## Histoire

### Histoire générale
- Les cahiers du Faouëdic, revue de l'université du temps libre du pays de Lorient, depuis 1990, spécialisée sur l'histoire de Lorient, Catalogue de publications
- Louis Chaumeil, « Abrégé d'histoire de Lorient de la fondation (1666) à nos jours (1939) », Annales de Bretagne, vol. 46, nos 46-1-2,‎ 1939, p. 66-87 (lire en ligne)
- Charlotte Merle, Trois siècles à L'Orient, Éd. à compte d'auteur, 1962, 104 p.
- Georges Gaigneux, Lorient, 300 ans d'histoire, Impr. Bargain, 1966, 48 p.
- Claude Nières (dir.), Philippe Haudrère, Gérard Le Bouëdec, Roger Dupuy et René Estienne, Histoire de Lorient, Toulouse, Éd. Privat, coll. « Univers de la France et des pays francophones », 1988, 1re éd., 320 p. (ISBN 2-7089-8268-0)
- Yann Lukas (préf. François Chappé, université de Bretagne-Sud), Lorient : Histoire d'une ville, Quimper, Éd. Palantines, janvier 1997, 148 p. (ISBN 978-2-911434-02-0)
- Yves Banallec et Alain Terras, « Le démembrement de la grande paroisse », Les cahiers du pays de Plœmeur, no 8,‎ décembre 1998, p. 5-11 (ISSN 1157-2574)
- Annick Le Douget, Juges, esclaves et négriers en Basse-Bretagne 1750-1850 : L'émergence de la conscience abolitionniste, auto-édition, 2000, 222 p. (ISBN 2951289219)
- Jean-Yves Le Lan, Lorient en 100 dates, Saint-Avertin, Éd. Alan Sutton, 2012, 128 p. (ISBN 978-2-8138-0453-2)
- Jean-Yves Le Lan, Lorient en 200 questions, Saint-Avertin, Éd. Alan Sutton, 2014, 208 p. (ISBN 978-2-8138-0726-7)
- Gérard Le Bouëdec et Christophe Cérino (préf. Norbert Métairie), Lorient, ville portuaire : Une nouvelle histoire, des origines à nos jours, Rennes, PUR, novembre 2017, 398 p. (ISBN 978-2-7535-5689-8, présentation en ligne)
- Yves Berthelot, François Jégou, Un historien à Lorient : François Jégou, 2019

### Fondation de la ville et ancien régime
- François Jégou, Histoire de la fondation de Lorient : Étude archéologique, Lorient, Éd. Lesnard, 1870, 351 p. (lire en ligne)
- Henri-François Buffet, « Lorient sous Louis XIV », Annales de Bretagne, vol. 44, nos 1-2,‎ 1937, p. 58-99 (lire en ligne)
- René Picard, Jean-Pierre Kernéis et Yves Bruneau, Les Compagnies des Indes : Route de la porcelaine, Éd. Arthaud, 1966, 388 p.
- Contre-amiral Lepotier, Lorient porte des Indes, Paris, Éd. France-Empire, 1970, 542 p.
- J.-L. Debauve, « Un Américain en Bretagne : séjours dans l'Ouest de John Paul Jones (1778-1780) », Annales de Bretagne et des pays de l'Ouest, vol. 84, nos 84-3,‎ 1977, p. 203-221 (lire en ligne)
- Philippe Haudrère, Gérard Le Bouëdec et Louis Mézin (recherche iconographique), Les Compagnies des Indes, Éd. Ouest-France, coll. « Mémoires de l'histoire », février 2001, 1re éd., 144 p. (ISBN 978-2-7373-2885-5)
  - Philippe Haudrière, Gérard Le Bouëdec et Louis Mézin (recherche iconographique), Les Compagnies des Indes, Éd. Ouest-France, coll. « Histoire », janvier 2015, 2e éd., 128 p. (ISBN 978-2-7373-6615-4, présentation en ligne)
- Lorient, la Bretagne et la traite, coll. « Les Cahiers de la Compagnie des Indes » (no 9/10), 2006, 224 p.
- Yves Bannallec, Claude Chrestien, Jean-Yves Le Lan et Louis Le Ruyet (préf. Patricia Drénou, conservateur), Naissance d'une paroisse : Aux sources de notre histoire communale, le tricentenaire de la paroisse Saint-Louis, éd. Archives municipales de Lorient, coll. « Mémoire & Histoire » (no 2), 2009, 120 p. (ISBN 978-2-9507474-6-4), p. 7-48
- Louis Le Ruyet (préf. Patricia Drénou, conservateur), La naissance d'un chantier à l'Anse de Caudan (1746-1786), éd. Archives municipales de Lorient, coll. « Mémoire & Histoire » (no 2), 2009, 120 p. (ISBN 978-2-9507474-6-4), p. 51-114
- Louis Le Ruyet, « La Compagnie des Indes, les navires, les hommes », Mémoire & Histoire, éd. Archives municipales de Lorient, no 3 « L'activité industrielle et commerciale dans le Pays de Lorient »,‎ juillet 2011, p. 9-18 (ISBN 978-2-9507474-8-8, ISSN 2100-4420)
- Brigitte Nicolas, Au bonheur des Indes Orientales : musée de la Compagnie des Indes, Quimper, éd. Palantines, coll. « Culture et patrimoine », juin 2014, 144 p. (ISBN 978-2-35678-105-5)

### De la Révolution à la seconde guerre mondiale
- Gérard Le Bouëdec et Jacques Soteras, L'année 1789 dans le pays de Lorient, éd. Association pour le bicentenaire de la Révolution française dans le pays de Lorient, mars 1988, 214 p.
- Hervé Le Pan et Yannick Perron (préf. René Estienne, conservateur du service historique des archives de la marine à Lorient), 1788-1795 - Le pays de Plœmeur et la révolution : Plœmeur - Larmor - Lorient, Comité d'histoire du pays de Plœmeur, 1989, 208 p. (ISBN 2-9503779-0-4)
- Jeff Falmor, On l'appelait Lorient la Jolie : chronique d'une ville ouvrière de Bretagne sour la IIIe République, Spézet, Éd. Coop Breizh, 1997, 320 p. (ISBN 978-2-909924-89-2)
- Patrick Bollet, 1849-1999 Les Frères des Ecoles Chrétiennes à Lorient : Une Grande Aventure, Breizh Imprimerie, 1999, 190 p.

### Seconde guerre mondiale

#### Base sous-marine de Lorient
- Louis Bourget-Maurice et Josyane Colas, Et la tanière devient village : la base de sous-marins de Lorient-Kéroman (1940-1997), Éd. du Quantième, 1997, 156 p. (ISBN 978-2-9511948-1-6)
- Christophe Cérino et Yann Lukas (préf. contre-amiral Georges Prud'homme), Keroman : base de sous-marins, 1940-2003, Plomelin, Éd. Palantines, 2003, 127 p. (ISBN 978-2-911434-34-1)
- Luc Braeuer, La base de sous-marins de Lorient : guide souvenir, Le Pouliguen, Éd. à compte d'auteur, 2008, 64 p. (ISBN 978-2-9525651-2-7)
- Luc Braeuer, U-boote ! Lorient : juin 40 - juin 41, le premier « âge d'or », Le Pouliguen et Le Faouët, Auteur-éditeur et Liv'Éditions, 2009, 154 p. (ISBN 978-2-9525651-3-4)
  - Luc Braeuer, U-Boote ! Lorient : juillet 41 - juillet 42, cap sur les côtes américaines, Le Pouliguen et Le Faouët, Auteur-éditeur et Liv'Éditions, 2010, 172 p. (ISBN 978-2-84497-177-7)
  - Luc Braeuer, U-Boote ! Lorient : août 42 - août 43, combats sur tous les océans, Le Pouliguen et Le Faouët, Auteur-éditeur et Liv'Éditions, 2013, 170 p. (ISBN 978-2-84497-252-1)
- Luc Braeuer, U-Boote : Lorient, la base des as, Paris, Zéphyr éditions, coll. « Combat » (no 2), novembre 2011, 88 p. (ISBN 978-2-36118-037-9)

#### Poche de Lorient
- (de) Wilhelm Fahrmbacher et Walter Matthiae, Lorient : Entstehung und Verteidigung des Marine-Stützpunktes 1940/1945, Weissenburg, Prinz-Eugen-Verlag, 1956, 135 p.
  - L'ouvrage a été traduit en français par Jean Aubertin (voir également ci-après) :

Wilhelm Fahrmbacher et Walter Matthiae (trad. Jean Aubertin, capitaine de frégate), Lorient 1940-1945, DTM et DCAN du port de Lorient, 1959, 174 p.
- Annik Le Guen, 277 jours dans la "Poche" de Lorient, à compte d'auteur, 1990, 112 p.
- « La poche de Lorient vécue par les Plœmeurois : Témoignages », Les cahiers du pays de Plœmeur, no 6 (hors série),‎ mai 1995, p. 1-44 (ISSN 1157-2574)
- Philippe Lamarque, Lorient : L'acharnement des poches de l'Atlantique, Éd. Sides, 2002, 120 p. (ISBN 2-86861-117-6)
- (en) Randolph Bradham, Hitler's U-boat Fortresses, Westport, Praeger Press, novembre 2003, 1re éd., 207 p. (ISBN 978-0-275-98133-4, présentation en ligne)
  - (en) Randolph Bradham, Hitler's U-boat Fortresses, The Lyons Press, juin 2005, 2e éd., 224 p. (ISBN 978-1-59228680-5)
- La poche de Lorient : Histoire & Patrimoine, Ville de lorient, mai 2005, 32 p. (ISBN 2-95074746-9)À l'occasion du 60e anniversaire de la libération de la Poche de Lorient - Livret accompagné d'une carte détaillée.
- Archives municipales de Lorient, Exposition Lorient dans la guerre : La poche de Lorient 10 août 1944 - 10 mai 1945 (présentation en ligne, lire en ligne)
- Éric Rondel, Les poches de l'Atlantique : Lorient Saint-Nazaire, Sables-d'Or-les-Pins, Éd. Astoure, coll. « Guerre & Conflits », octobre 2009 (ISBN 978-2-84583-254-1)
- Rémy Desquesnes, Les poches de résistance allemandes sur le littoral français : août 1944 - mai 1945, Rennes, Éd. Ouest-France, coll. « Histoire », février 2011 (ISBN 978-2-7373-4685-9)
- Wilhelm Fahrmbacher (trad. Jean Aubertin, capitaine de frégate), Souvenirs de la base : Keroman, 1940-1945, Le Faouët, Liv'Éditions, coll. « Mémoire du pays de Lorient », 2012, 224 p. (ISBN 978-2-84497-084-8)

#### Autres ouvrages
- Patrick Andersen Bö, Le Mur de l'Atlantique : en Bretagne, Rennes, Éd. Ouest-France, mai 1994, 1re éd., 126 p. (ISBN 2-7373-1291-4)
  - Patrick Andersen Bö, Le Mur de l'Atlantique : en Bretagne, Rennes, Éd. Ouest-France, coll. « itinéraires de découverte », janvier 2002, 2e éd., 128 p. (ISBN 2-7373-2873-X)
  - Patrick Andersen Bö, Le Mur de l'Atlantique : en Bretagne, Rennes, Éd. Ouest-France, mars 2011, 3e éd., 216 p. (ISBN 978-2-7373-5275-1)
- Roger Huguen, La Bretagne dans la bataille de l'Atlantique : 1940-1945 - La stratégie du Bomber Command appliquée à la Bretagne, Spézet, Coop Breizh, avril 2003, 672 p. (ISBN 978-2-84346-175-0)
- Luc Braeuer, Les incroyables échanges : un exemple d'humanité en temps de guerre, Le Faouët, Liv'Éditions, 2010, 88 p. (ISBN 978-2-9533841-0-9)

### Après-guerre et époque contemporaine
- Nicole Bruté de Rémur, « La reconstruction de Lorient », Norois, no 26,‎ 1960, p. 147-160 (lire en ligne)
- Dominique Richard (texte) (préf. Norbert Métairie, maire de Lorient), Au petit bonheur des baraques : l'habitat provisoire dans le Lorient d'après guerre, Le Faouët, Liv'Éditions, 2006 (ISBN 978-2-84497-099-2)
- Marie Le Drian, Au temps des baraques : dans la Bretagne des souvenirs et des objets d'après-guerre, Le Faouët, Liv'Éditions, mai 2007, 128 p. (ISBN 978-2-84497-108-1)
- Gilbert Le Delliou (préf. J. A. Cardon), 253e avenue Soye, Plœmeur, Éd. Mémoire de Soye, 2007 (ISBN 2-9525071-1-2)
- Mickaël Sendra (préf. Roland Delalee, anc. habitant de la baraque 204, président du PLL), Mémoires de Soye : de château en baraques, Plœmeur, Éd. Mémoire de Soye, juillet 2009, 2e éd. (1re éd. 2004) (ISBN 2-9525071-0-4)
- Gaby Le Cam, Lorient des années 1960-1970, Le Faouët, Liv'Éditions, avril 2012, 256 p. (ISBN 9-782-84497-219-4, présentation en ligne)

## Histoire et vie de Lorient par les cartes postales
- Georges Gaigneux, Lorient d'hier et d'aujourd'hui et ses cartes postales, Brest, Éd. de la Cité, 1970, 144 p.
- André Leclère, Les cartes postales anciennes nous parlent de Lorient, vol. 1 : Carnel - La Perrière - Kéroman - Frébault - Kermélo, Lorient, Éd. à compte d'auteur, 1991, 42 p. (ISBN 2-9505821-1-7)
- André Leclère et Lucette Leclère, Les cartes postales anciennes nous parlent de Lorient, vol. 2 : Jours de fête, Lorient, Éd. à compte d'auteur, 1991, 48 p. (ISBN 2-9505821-0-9)
- André Leclère et Lucette Leclère, Les cartes postales anciennes nous parlent de Lorient, vol. 3 : Cour Chazelles - Kerentrech, Lorient, Éd. à compte d'auteur, 1993, 48 p. (ISBN 2-9505821-2-5)
- André Leclère et Lucette Leclère, Les cartes postales anciennes nous parlent de Lorient, vol. 3 bis : Cour de Chazelles - Kerentrech - Le Moustoir, Lorient, Éd. à compte d'auteur, 2004, 90 p. (ISBN 2-9521945-0-5)
- André Leclère et Lucette Leclère, Les cartes postales anciennes nous parlent de Lorient, vol. 4 : La Nouvelle-Ville, Lorient, Éd. à compte d'auteur, 1994, 60 p. (ISBN 2-9505821-4-1)
- André Leclère et Lucette Leclère, Les cartes postales anciennes nous parlent de Lorient, vol. 5 : Le Faouëdic - Merville - La Villeneuve, Lorient, Éd. à compte d'auteur, 1994, 64 p. (ISBN 2-9505821-5-X)
- André Leclère et Lucette Leclère, Les cartes postales anciennes nous parlent de Lorient, vol. 6 : Place du Morbihan et rues voisines, Lorient, Éd. à compte d'auteur, 1995, 68 p. (ISBN 2-9505821-6-8)
- André Leclère et Lucette Leclère, Les cartes postales anciennes nous parlent de Lorient, vol. 7 : Place St-Louis - Place Bisson - Cours de la Bôve - Rue de la Comédie - Cours des Quais et rues voisines, Lorient, Éd. à compte d'auteur, 1997, 68 p. (ISBN 2-9505821-7-6)
- André Leclère et Lucette Leclère, Les cartes postales anciennes nous parlent de Lorient, vol. 8 : Rue des Fontaines - Rue du Port - Rue de la Patrie - Place de Plœmeur - Place Alsace-Lorraine, Lorient, Éd. à compte d'auteur, 1997, 74 p. (ISBN 2-9505821-8-4)Les 8 volumes sont épuisés.
- André Leclère, Lucette Leclère et Gisèle Bardoul, Les cartes postales anciennes nous parlent de Lorient, vol. 9 : Keryado - Lanveur, Lorient, Éd. à compte d'auteur, 2007, 120 p. (ISBN 978-2-95219-451-8)
- Jean-Pierre Fouché (cartes postales et textes) et Daniel Pétro (aquarelles), Le vieux Lorient en flânant..., Lorient, Éd. Palimpseste, 2004, 80 p. (ISBN 2-9523043-0-0)
- Christophe Belser, Lorient il y a 100 ans en cartes postales anciennes, Prahecq, Éd. patrimoines & médias, 2006, 156 p. (ISBN 2-910137-99-6)
- Charlotte Viart (textes) et Club cartophile du Morbihan (iconographie), Lorient d'antan : à travers la carte postale ancienne, Paris, HC Éditions, 2010, 128 p. (ISBN 978-2-35720040-1, ISSN 1770-3255)
- Frédéric Viard, Si Lorient m'était conté, Web, 2011 (www.silorientmetaitconte.net)
- Jean-Yves Le Lan et Michel Briant, Lorient 1900-1939, Saint-Avertin, Éditions Sutton, coll. « Mémoire en images », février 2015, 128 p. (ISBN 978-2-8138-0842-4, présentation en ligne).

## Activités maritimes et militaires
- Frederico J. Martinez-Roda, « L'ensemble portuaire de Lorient », Norois, no 119,‎ juillet-septembre 1983, p. 407-420 (lire en ligne)
- François Frey, 60e anniversaire du port de pêche de Lorient-Kéroman: 1927-1987, Lorient, Chambre de commerce et d'industrie du Morbihan, 1987, 107 p. (ISBN 2-900770-04-1, LCCN 90202546)
- Dominique Le Guidec, Un arsenal et des hommes, Le Faouët, Liv'Éditions, coll. « Libre expression », 1995
- Michel Corlobé, L'école des fusiliers marins de Lorient, Le Faouët, Liv'Éditions, 2005, 304 p. (ISBN 978-2-910781-68-2)
- CCAD - Club culturel et artistique de la Défense, Renaissance d'un arsenal et d'un port : Lorient 1945-1950, Le Faouët, Liv'Éditions, coll. « Mémoire du pays de Lorient », 2005, 288 p. (ISBN 2-84497-079-6)
- Jean Moulin, Le sous-marin Flore, Rennes, Marines Éditions, mars 2011, 96 p. (ISBN 978-2-35743-075-4)
- Gérard Le Bouëdec et Dominique Le Brigan (préf. Maurice Benoith), Lorient Keroman : Du port de pêche à la cité du poisson, Marines Édition, décembre 2014, 166 p. (ISBN 978-2-35743-124-9, BNF 44282033, présentation en ligne)
- Emmanuelle Yhuel-Bertin, Keroman, une aventure humaine, Le Faouët, Liv'Éditions, coll. « Documents et témoignages », novembre 2017, 176 p. (ISBN 978-2-84497427-3, présentation en ligne)

## Activités économiques
- Yvonig Gicquel, La chambre de commerce et deux siècles d'économie du Morbihan (1807-2007), Spézet, Éd. Coop Breizh, 2007, 300 p. (ISBN 978-2-84346-381-5)
- Collectif (préf. Patricia Drénou, conservateur), L'activité industrielle et commerciale dans le Pays de Lorient, Lorient, éd. Archives municipales de Lorient, coll. « Mémoire & Histoire » (no 3), juillet 2011, 184 p. (ISBN 978-2-9507474-8-8, ISSN 2100-4420)Actes du colloque de Lorient du 16 octobre 2010 - Voir le contenu complet de l'ouvrage dans la bibliographie sur le pays de Lorient
- Louis Le Ruyet, « La Compagnie des Indes, les navires, les hommes », Mémoire & Histoire, éd. Archives municipales de Lorient, no 3 « L'activité industrielle et commerciale dans le Pays de Lorient »,‎ juillet 2011, p. 9-18 (ISBN 978-2-9507474-8-8, ISSN 2100-4420)
- Yves Bannalec, Alain Fraisse et Jean-Yves Le Lan, « L'utilisation industrielle du kaolin dans la région lorientaise », Mémoire & Histoire, éd. Archives municipales de Lorient, no 3 « L'activité industrielle et commerciale dans le Pays de Lorient »,‎ juillet 2011, p. 19-34 (ISBN 978-2-9507474-8-8, ISSN 2100-4420)
- Pierre Mayol, « Le chou de Lorient « Kaol an Oriant » », Mémoire & Histoire, éd. Archives municipales de Lorient, no 3 « L'activité industrielle et commerciale dans le Pays de Lorient »,‎ juillet 2011, p. 99-147 (ISBN 978-2-9507474-8-8, ISSN 2100-4420)
- Claude Chrestien, « L'industrie du froid à Lorient - La glacière », Mémoire & Histoire, éd. Archives municipales de Lorient, no 3 « L'activité industrielle et commerciale dans le Pays de Lorient »,‎ juillet 2011, p. 159-180 (ISBN 978-2-9507474-8-8, ISSN 2100-4420)
- Pascal Boisson, Émile Marcesche (1868-1939), capitaine d'industrie à Lorient, Lorient, éd. Archives municipales de Lorient, coll. « Mémoire & Histoire » (no 4), septembre 2012
- Yannick Quénéhervé, La Bretagne au cœur et le cœur à gauche : souvenirs d'un leader ouvrier de la SBFM, Fouesnant, Yoran embanner, coll. « Histoire - Politique », avril 2014, 368 p., 15,5 × 22 cm (ISBN 978-2-916579-66-5, présentation en ligne)

## Activités associatives, sociales et culturelles
- Florence Gourlay, Lorient : Une ville dans la mondialisation, Rennes, Presses universitaires de Rennes, 2004, 294 p. (ISBN 978-2-86847-968-6)
- Alain Cabon (préf. Jean-Pierre Pichard, directeur général honoraire), Festival interceltique de Lorient : quarante au cœur du monde celte, Rennes, Éd. Ouest-France, 2010, 144 p. (ISBN 978-2-7373-5119-8 et 978-2-7373-5223-2)
- Martine Rouellé, PLL, le Patronage laïque lorientais, Le Faouët, Liv'Éditions, coll. « Documents et témoignages », novembre 2017, 160 p. (ISBN 978-2-84497428-0, présentation en ligne)

## Activités sportives
- Philippe Guéguen, Pierre Le Gal, Les Années Merlus : Histoire du football club de Lorient de 1925 à 1998, Spézet, Coop Breizh, 1998, 140 p. (ISBN 2-84346-061-1)
- Mickaël Demeaux (préf. Christian Gourcuff, ill. Bélom, Clam, Coicault, Gégé, Jiluk et Nono), Les irréductibles Merlus : 85 ans d'histoire du FC Lorient, Quimperlé, Éd. de la Ligne Pourpre, 2011, 160 p. (ISBN 978-2-918305-25-5)

## Patrimoine
- Michèle Bourret (resp. éditoriale) et al. (préf. Jean-Yves Le Drian, prés. du district du pays de Lorient), Le patrimoine des communes du district du pays de Lorient, Charenton-le-Pont, Éd. Flohic, 1998, 236 p. (ISBN 978-2-84234-052-0)
- Mickaël Sendra (préf. Roland Delalee, anc. habitant de la baraque 204, prés. du PLL), Mémoires de Soye : de château en baraques, Plœmeur, Éd. Mémoire de Soye, juillet 2009, 2e éd. (1re éd. 2004) (ISBN 2-9525071-0-4)
- Lucile Fontaine, Pour une histoire de la ville de Lorient : le musée de la Compagnie des Indes (1966-2008), Rennes, Sciences Po Rennes - Section Politique et Société, 2008, 164 p. (lire en ligne)
- Yannic Rome, Bacs et ponts en Morbihan, Le Faouët, Liv'Éditions, mars 2010, 182 p. (ISBN 978-2-84497-174-6, présentation en ligne)
- Claude Le Colleter, Sources, lavoirs, fontaines de Lorient et Lanester, Le Faouët, Liv'Éditions, octobre 2012, 208 p. (ISBN 9-782-84497-226-2, présentation en ligne)

## Peinture
- Henri Belbeoch et René Le Bihan, 100 peintres en Bretagne, Quimper, Éd. Palantines, 1995, 296 p. (ISBN 2-9504685-7-8)
- Léo Kerlo et Jacqueline Duroc, Peintres des côtes de Bretagne, vol. 5 : De la rade de Lorient à Nantes, Douarnenez, Éd. du Chasse-Marée, 2007, 224 p. (ISBN 978-2-914208-86-4)

## Personnalités de Lorient
- Patrick Bollet (préf. Norbert Métairie, maire de Lorient), Lorient, ses hommes illustres, Le Faouët, Liv'Éditions, coll. « Mémoire du pays de Lorient », 2005, 384 p. (ISBN 978-2-84497-071-8)Découverte des personnalités enterrées dans le cimetière de Carnel.
- Patrick Bollet, Lorient, des femmes et des hommes remarquables, Le Faouët, Liv'Éditions, coll. « Mémoire du pays de Lorient », 2011, 432 p. (ISBN 978-2-84497-183-8)Découverte des personnalités enterrées dans le cimetière de Kerentrech.
- Colette Lagarde-Dubernat, De la terre à la mer : l'itinéraire de Jean Lagarde et de Jeanne Perron, Le Faouët, Liv'Éditions, coll. « Mémoire du pays de Lorient », 2006, 208 p. (ISBN 978-2-84497-085-5)Jean Lagarde a été maire de Lorient de 1973 à 1981.
- Pascal Boisson, Émile Marcesche (1868-1939), capitaine d'industrie à Lorient, Lorient, éd. Archives municipales de Lorient, coll. « Mémoire & Histoire » (no 4), septembre 2012
- Armand Guillemot et Lucien Le Pallec, Lorient de ma jeunesse, Brest, Éditions Le Télégramme, coll. « Du passé au présent », 2001, 96 p. (ISBN 978-2-914552-30-1)
- Loïc Bervas, Christian Gourcuff : Un autre regard sur le football, Le Faouët, Liv'Éditions, octobre 2013, 256 p. (ISBN 978-2-84497263-7, présentation en ligne)

## Divers
Photographies, estampes :
- 100 ans de photographies 1900-2000, Lorient et Le Faouët, Éd. Ville de Lorient et Liv'Éditions, 2001, 236 p. (ISBN 2-84497-020-6)
- Archives municipales, Patricia Drénou (dir.), Dominique Richard et Pierre Collin (préf. N. Métairie, maire de Lorient et E. Williamson, adj. à la culture et au patrimoine), Impressions de Lorient : 3 siècles d'estampes, Le Faouët, Liv'Éditions, 2008 (ISBN 978-2-84497-140-1)

Récits autobiographiques :
- Lucien Houé (préf. Patricia Drénou, conservateur), J'ai vécu et vu tout cela : Souvenirs de guerre, Lorient, éd. Archives municipales de Lorient, coll. « Mémoire & Histoire » (no 1), 2009, 134 p. (ISBN 978-2-9507474-6-4)
- Paul Le Melledo, Lorient sous les bombes : Itinéraire d'un gavroche lorientais, t. 1, Le Faouët, Liv'Éditions, coll. « Mémoire du pays de Lorient », 2003, 190 p. (ISBN 978-2-84497-055-8)
- Paul Le Melledo, Lorient à l'heure de l'évacuation : Itinéraire d'un gavroche lorientais, t. 2, Le Faouët, Liv'Éditions, coll. « Mémoire du pays de Lorient », 2004, 240 p. (ISBN 978-2-84497-058-9)
- Paul Le Melledo, Lorient sous le tir des canons : Itinéraire d'un gavroche lorientais, t. 3, Le Faouët, Liv'Éditions, coll. « Mémoire du pays de Lorient », 2004, 256 p. (ISBN 978-2-84497-063-3)
- Paul Le Melledo, Lorient 1946, le grand retour : Itinéraire d'un gavroche lorientais, t. 4, Le Faouët, Liv'Éditions, coll. « Mémoire du pays de Lorient », 2005, 224 p. (ISBN 978-2-84497-074-9)
- Paul Le Melledo, De Lorient à Port-Louis, 1947-1950 : Itinéraire d'un gavroche lorientais, t. 5, Le Faouët, Liv'Éditions, coll. « Mémoire du pays de Lorient », 2006, 190 p. (ISBN 978-2-84497-095-4)
- Paul Le Melledo, Paulo à l'armée, 1951-1953 : Itinéraire d'un gavroche lorientais, t. 6, Le Faouët, Liv'Éditions, coll. « Mémoire du pays de Lorient », 2007, 304 p. (ISBN 978-2-84497-120-3)
- Rollande Jadé, Derrière le mur de l'orphelinat : Lorient - La Providence 1951-1962, Le Faouët, Liv'Éditions, 2011, 160 p. (ISBN 978-2-84497-210-1)

Romans historiques :
- Christian Tomine (préf. Jean-Louis Gaertner), Allons à L'Orient : 1666-1714, Le Faouët, Liv'Éditions, 2008, 228 p. (ISBN 978-2-84497-148-7)
- Christian Tomine, À Lorient la jolie : 1714-1763, Le Faouët, Liv'Éditions, 2010, 328 p. (ISBN 978-2-84497-188-3)

Romans policiers :
- Gabriel Vinet, Un Festival meurtrier, Le Faouët, Liv'Éditions, coll. « Liv'poche », 1999, 256 p. (ISBN 978-2-910781-96-5)
- Robert Le Ruyet, Le Crime de Kergroise, Le Faouët, Liv'Éditions, coll. « Liv'poche », 2001, 250 p. (ISBN 978-2-910781-47-7)
- Anne-Soizic Loirat, Lorient l'interdite, Quimper, Éd. Alain Bargain, coll. « Enquêtes et suspense », 2004, 248 p. (ISBN 978-2-91453248-8)

Bandes dessinées :
- Alain Robet (dessin), Patrick Gree (scénario) et Philippe Lang (couleur), Lorient, Éd. Siloë, coll. « Votre ville dans l'histoire », 1988, 36 p. (ISBN 978-2-905259-38-7)
- Jocelyn Gille (dessin et textes), Lorient dans la tourmente : 1939-1945, Éditions de la Cité et Le Télégramme, 1990, 48 p. (ISBN 2-85186-052-6)

## Mémoires et thèses
- Chantal Vidal, Le développement géographique et historique de Lorient : 1666-1967, Paris, 1967 ou 1971Diplômes d'études supérieures de Géographie présentés en 1967. Référence citée[1].
- Liste des travaux universitaires déposés au Service historique de la Défense (SHD), département Marine
  - En particulier travaux concernant les ports

### Recherches complémentaires
Le fonds principal :
- Archives de la Marine à Lorient

Pour les rapports entre les autorités politiques, la ville et la Compagnie des Indes orientales (séries C et B) :
- Archives départementales du Morbihan à Vannes
- Archives départementales d'Ille-et-Vilaine à Rennes

Plan de Lorient du XVIIIe siècle et autres documents :
- Archives nationales
- Bibliothèque nationale de France